# 등대와 해군 함정의 도시 전설
등대와 해군 함정의 도시 전설(Lighthouse and naval vessel urban legend)은 대형 해군 선박과 처음에는 충돌 경로에 있는 또 다른 선박으로 보이는 선박 사이의 만남을 묘사한다. 일반적으로 미국 해군 또는 영국 왕립 해군으로 식별되고 일반적으로 전함 또는 항공모함으로 설명되는 해군 선박은 다른 선박의 항로 변경을 요청한다. 일반적으로 캐나다인 또는 종종 아일랜드인, 때로는 스페인인으로 식별되는 상대방은 해군 선박이 항로를 변경해야 한다고 응답하고, 이에 따라 해군 선박의 선장은 요구를 반복하고 자신과 자신이 지휘하는 선박을 식별하고 때로는 위협한다. 이는 "나는 등대이다. 당신의 부름이다."(I'm a lighthouse. Your call.)라는 반응 또는 이와 유사한 것, 즉 전체 일화의 축약형이 된 핵심 구절을 이끌어낸다.
이 문서는 미국 해군작전부장실에서 발표한 내용의 사본이라고 주장되는 1995년 버전 이후 특히 인터넷과 다른 곳에서 유포되었다. 그 사건이 실제로 일어났다는 증거는 없으며, 그 기록도 믿기지 않는다. 따라서 이는 적어도 1930년대까지 거슬러 올라가는 농담의 변형인 도시전설로 간주되며, 때로는 "등대 대 항공모함" 또는 "등대 대 전함"이라고도 한다. 미 해군은 한때 이 사실을 폭로하는 웹페이지를 가지고 있었지만, 이것이 전 미국 국가정보장 마이크 매코넬이 2008년 연설에서 이를 농담으로 사용하는 것을 막지는 못했다. 다른 연사들은 이 비유를 단지 경직성과 자만심의 위험성, 또는 상황 인식의 필요성을 가르치는 비유로 자주 사용했다. 2004년에 스웨덴의 한 회사가 수상 경력이 있는 TV 광고를 통해 이를 각색했다.

## 같이 보기
- 인터넷 밈 목록